# Cerámica letona

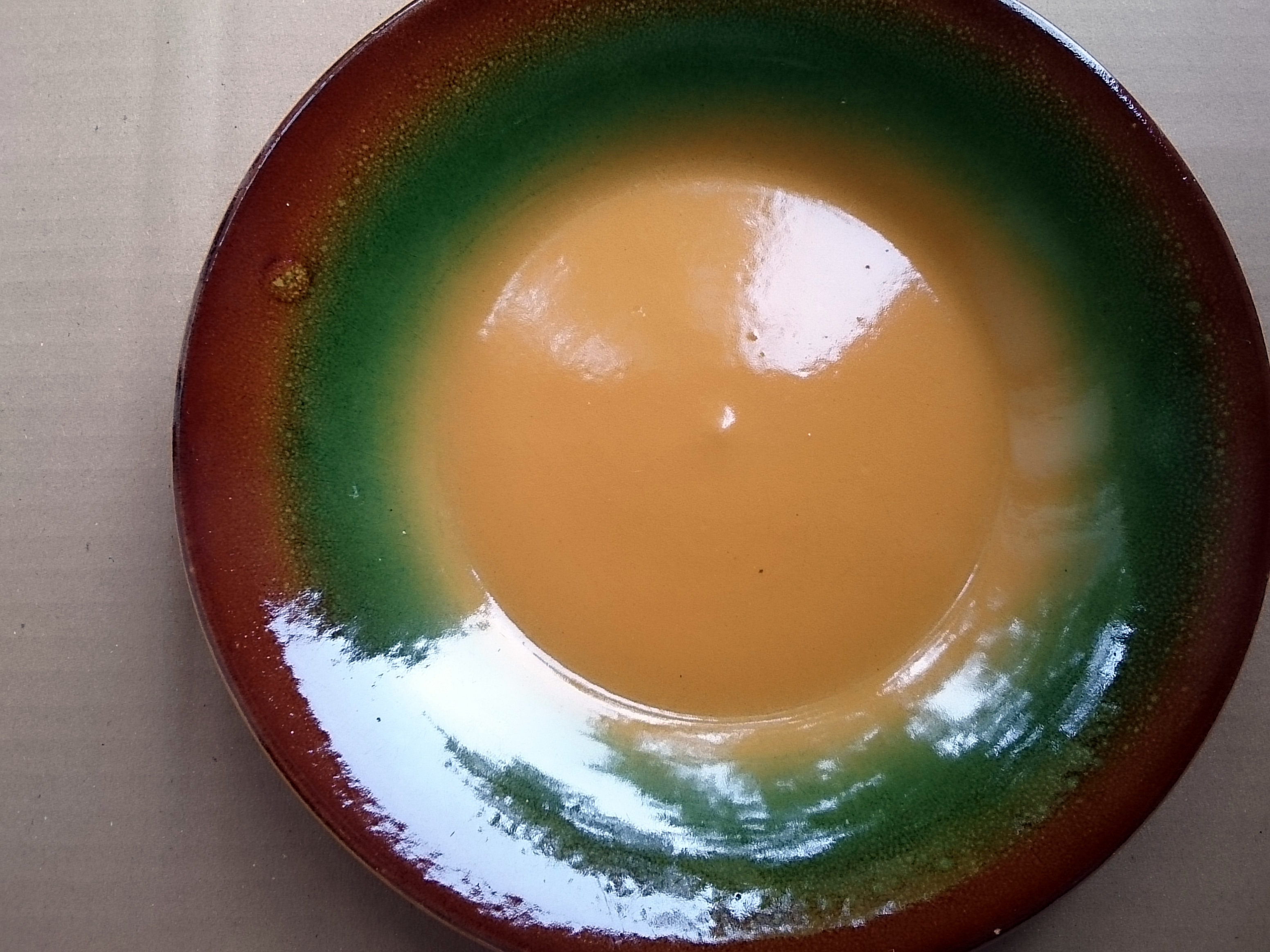
Plato tradicional de cerámica de Letonia con color degradado.

La cerámica letona (en letón: Latvijas Keramika o Latvijas podniecība) es el conjunto de la producción alfarera de Letonia, representado de forma especial por la  «cerámica de Latgàlia», en la región oriental del país. En la actualidad, se caracteriza por la ausencia de patrones o diseños, el uso colores sólidos y degradados, abundando los tonos terrosos (ocres, verdes, marrones, etc.); aunque también hay ceramistas que utilizan colores brillantes en sus piezas únicas. Algunas características, como el esmalte moteado recuerdan a la cerámica japonesa.

## Prehistoria

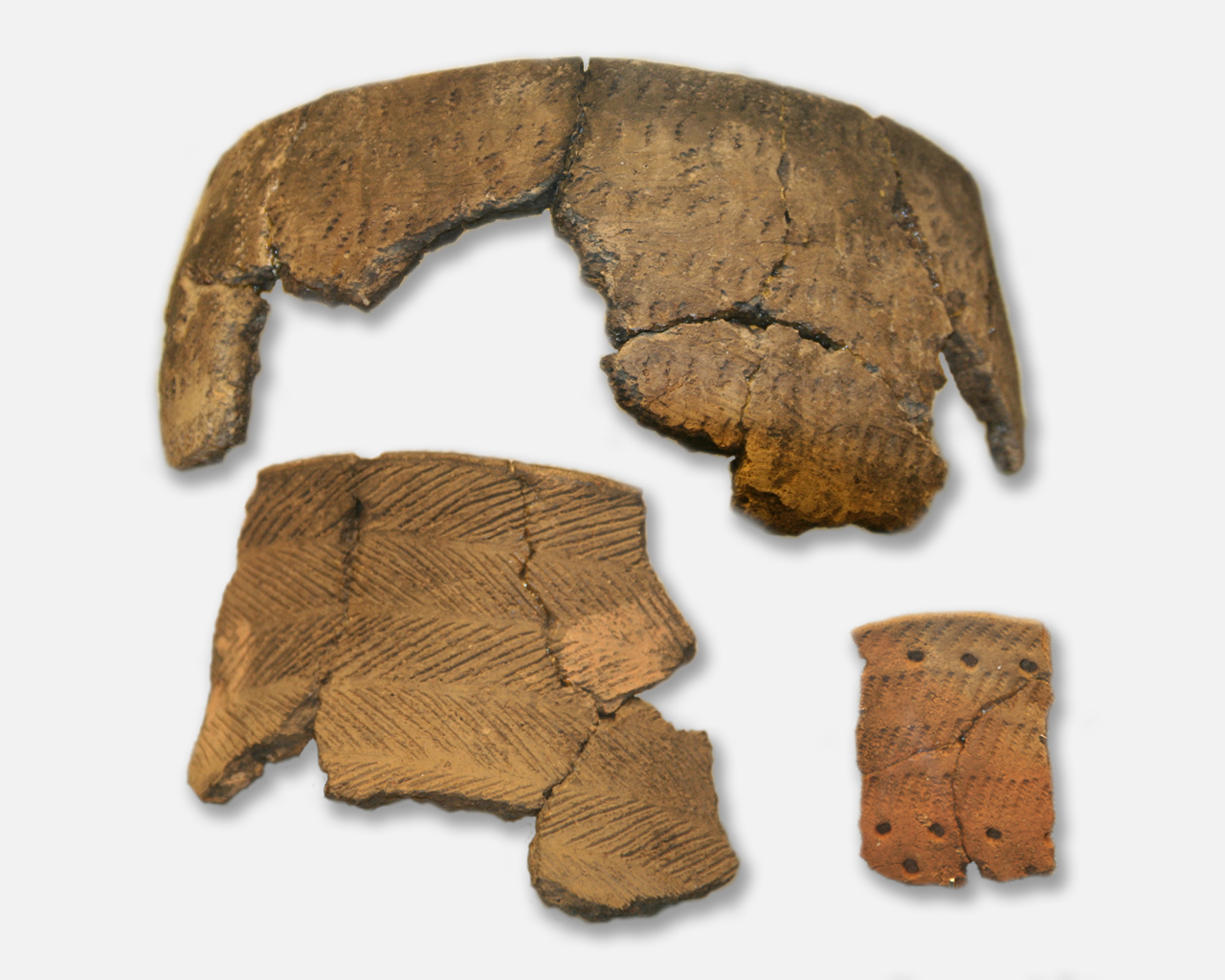
Cerámica del peine.

El precedente alfarero en el territorio de la actual Letonia se remonta al Neolítico con la producción de la llamada cultura de la cerámica del peine (4200 a. C.- 2000 a. C.), por sus vasijas decoradas con impresiones realizadas con un objeto similar a un peine. A su vez, esta cerámica se cataloga dentro de la cultura de Narva común no solo a Estonia y Letonia, sino también a Lituania y Rusia occidental. Aunque las fechas de radiocarbono calibrado para algunos fragmentos de cerámica encontrados en el Istmo de Carelia dan fechas para entre el 5600 a. C. y el 2300 a. C., el estudio de esta cerámica se ha dividido en los siguientes períodos:
- temprano (Ka I, c. 4200 a. C. - 3300 a. C. aproximadamente)
- típico (Ka II, c. 3300 a. C. - 2700 a. C. aproximadamente)
- tardío (Ka III, c. 2800 a. C. - 2000 a. C. aproximadamente).

## Recipientes tradicionales
Algunos de los tipos de vasijas característicos de la cerámica de Latgàlia son:

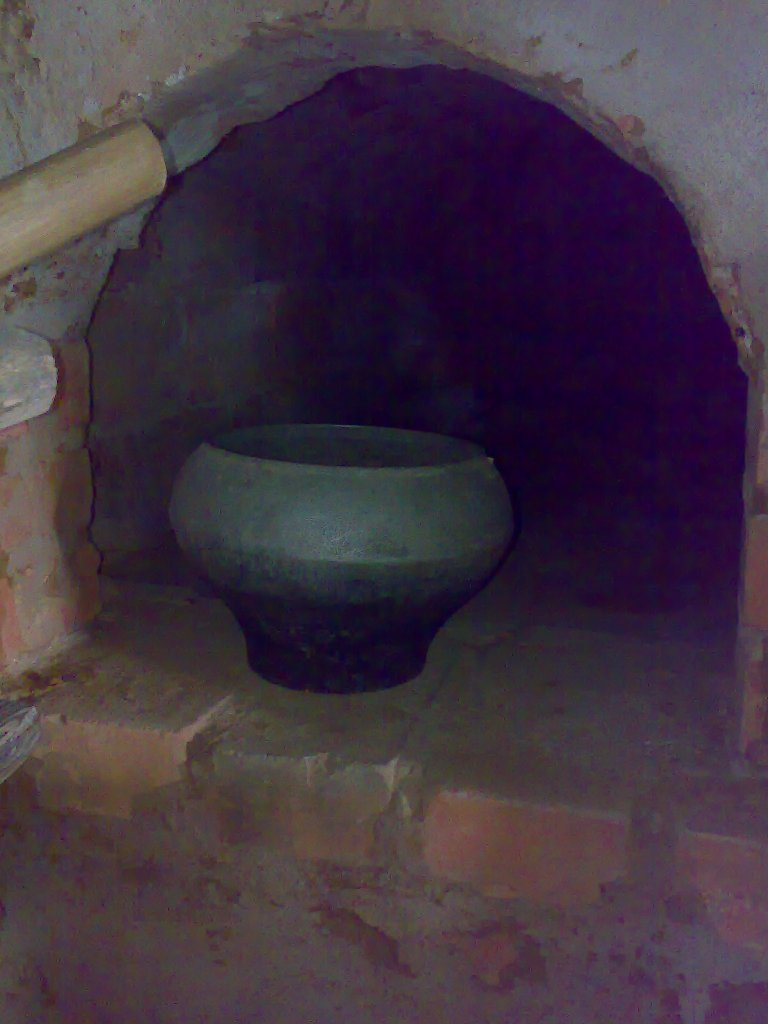
Vāraunieks (olla para cocinar)
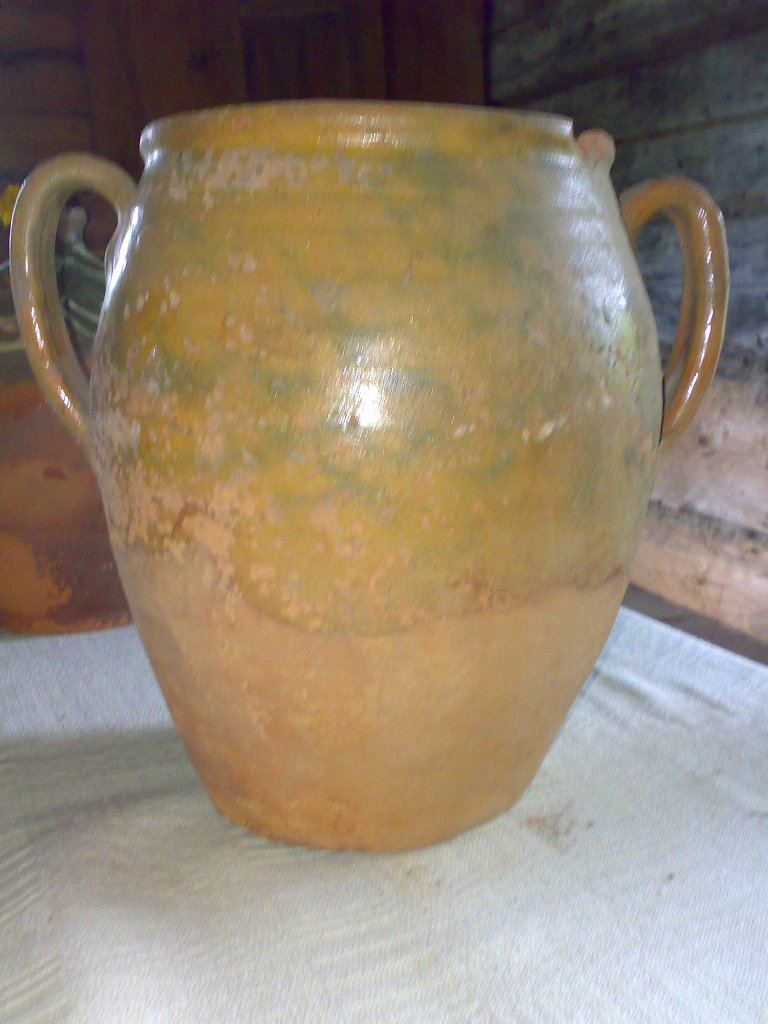
Medaunieks (orza melera)
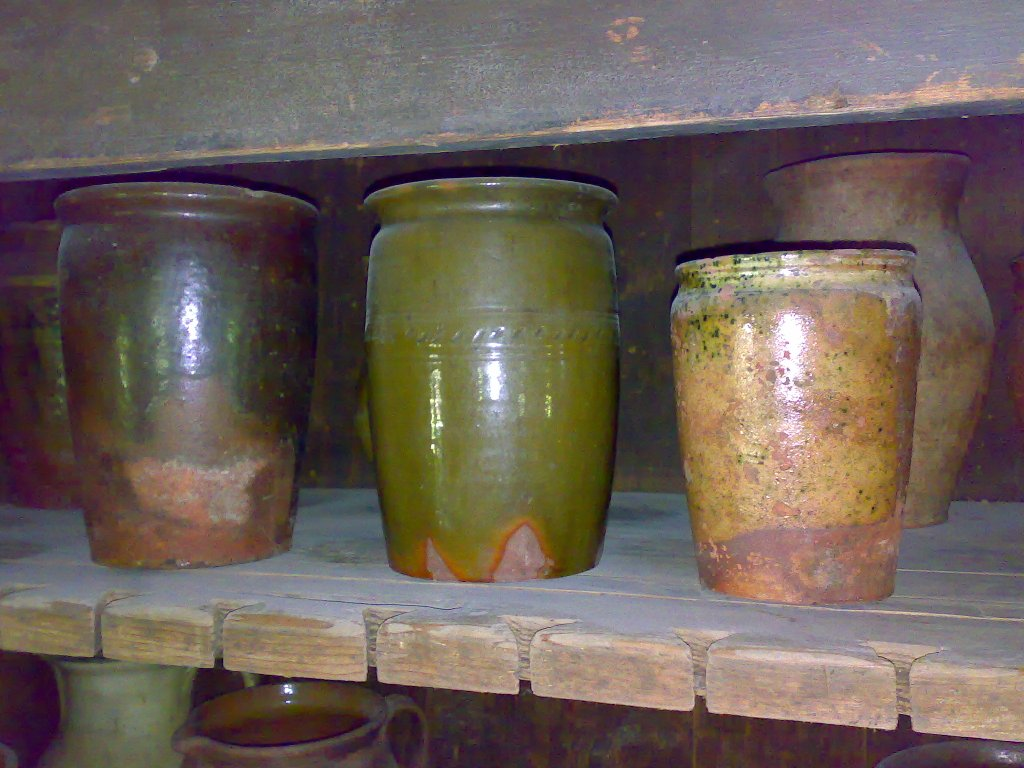
Sloinīki (potes para conservas de frutas)
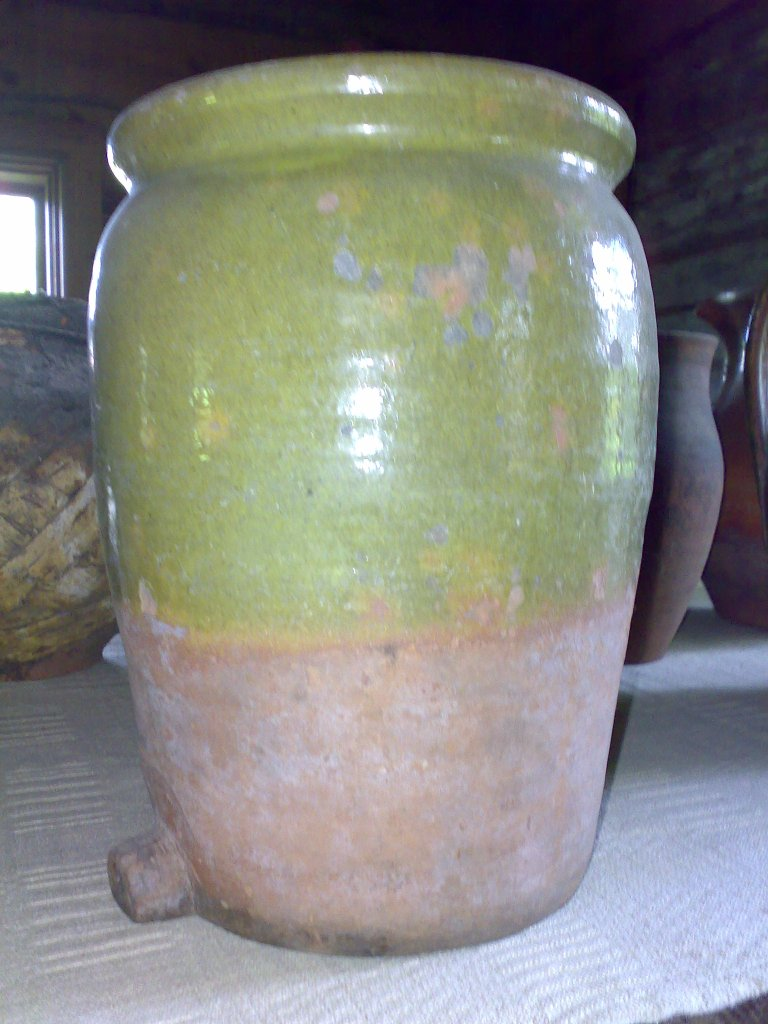
Ķērne (quesera o vasija para la crema agria)
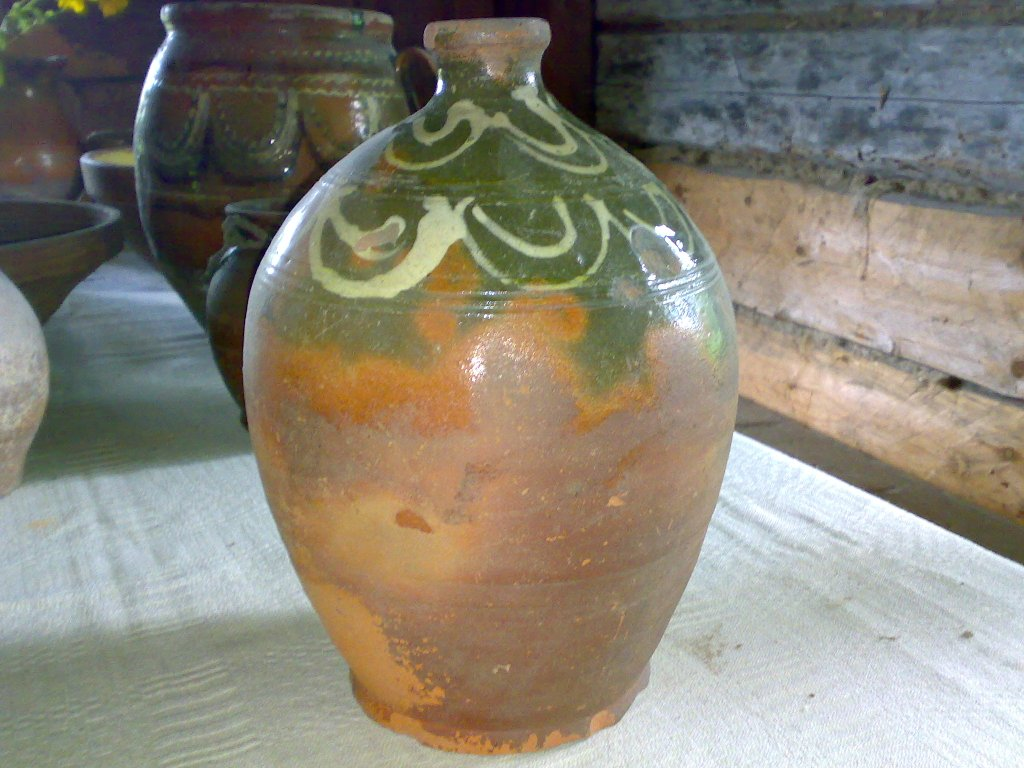
Ļaks (cantarilla para el aceite)
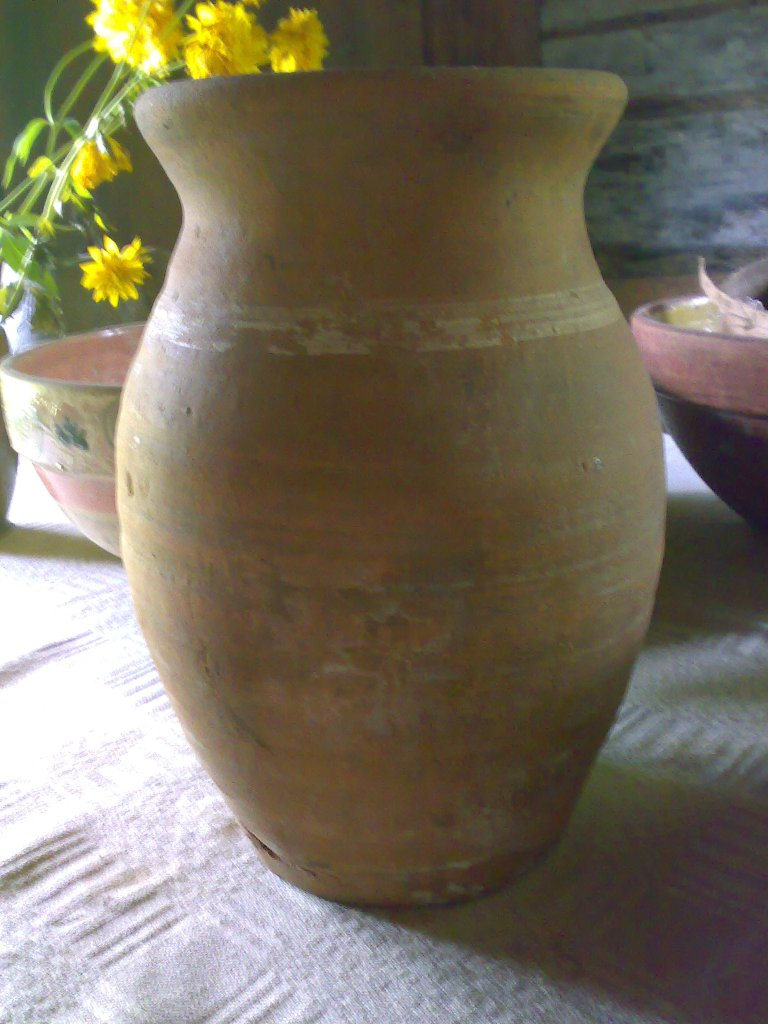
Piena pods (recipiente para la leche)
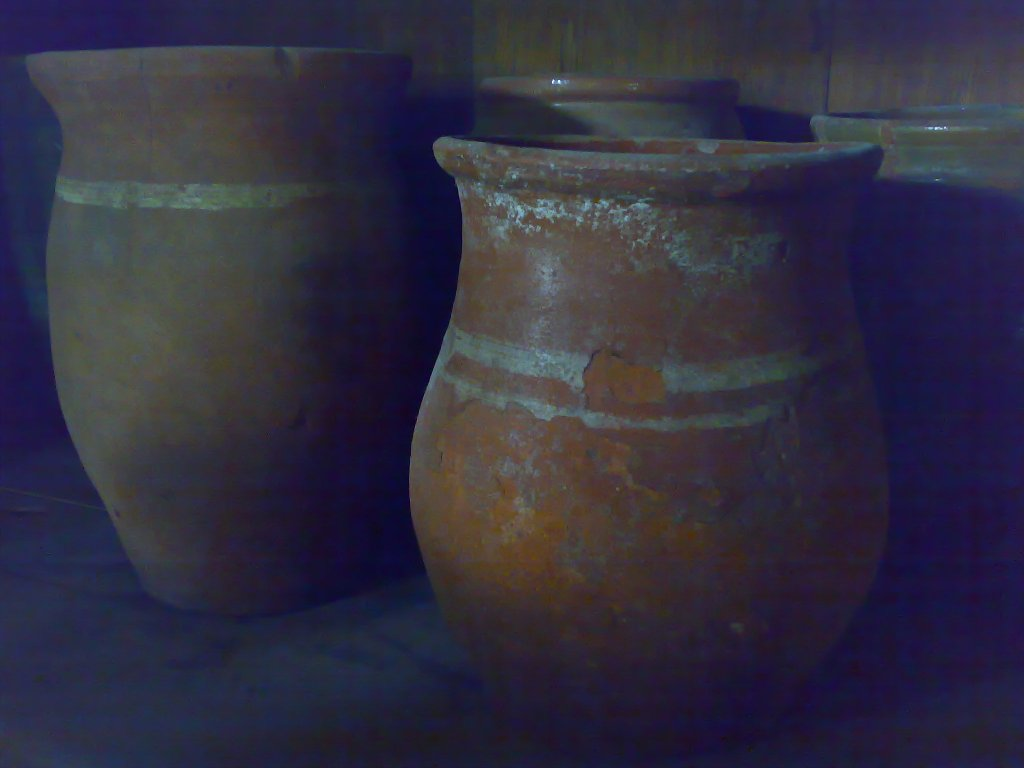
kazelnieks (tarros para la leche de cabra)
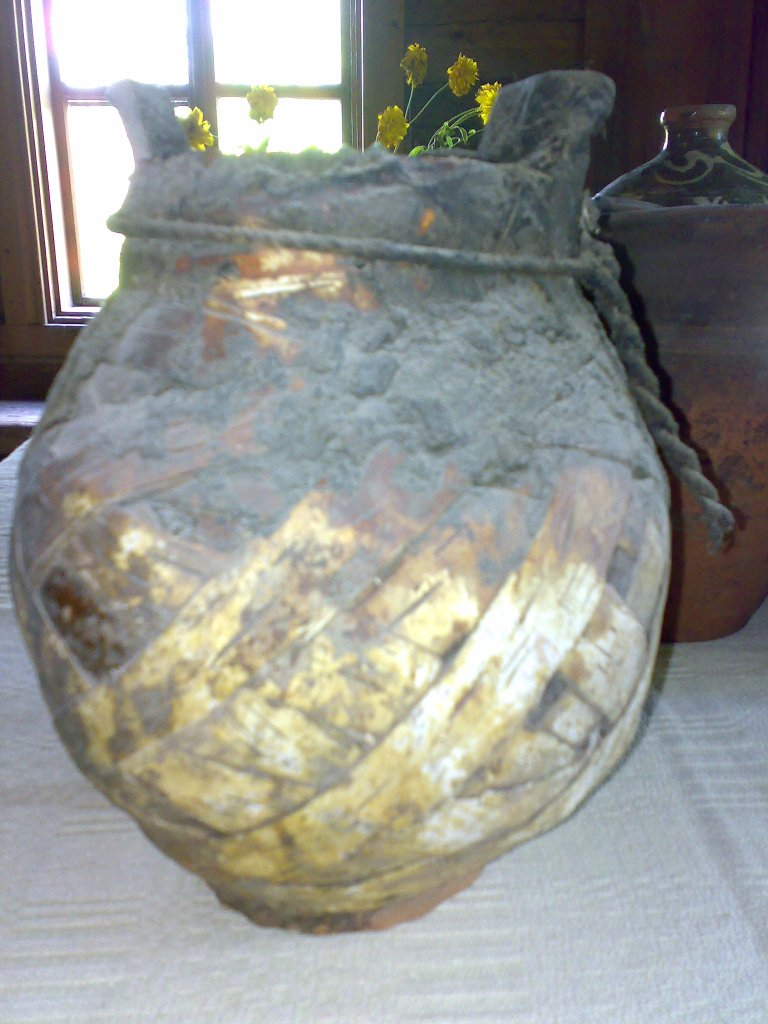
Pārosis (antiguo recipiente para llevar comida al campo)
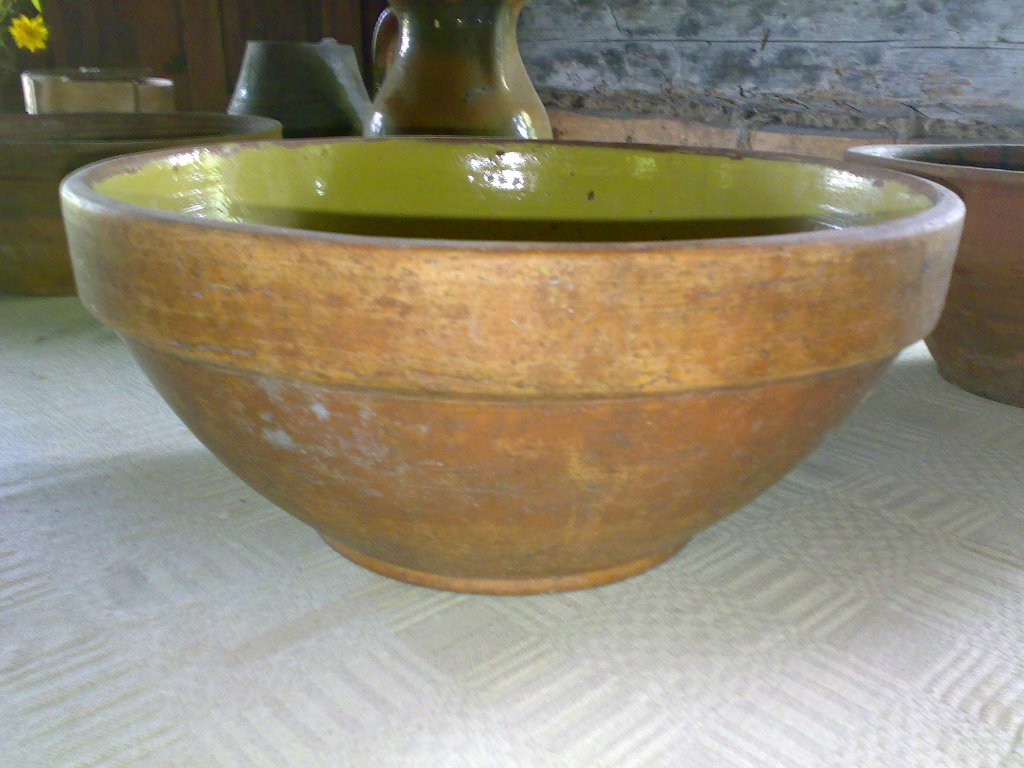
Bļoda (lebrillo)
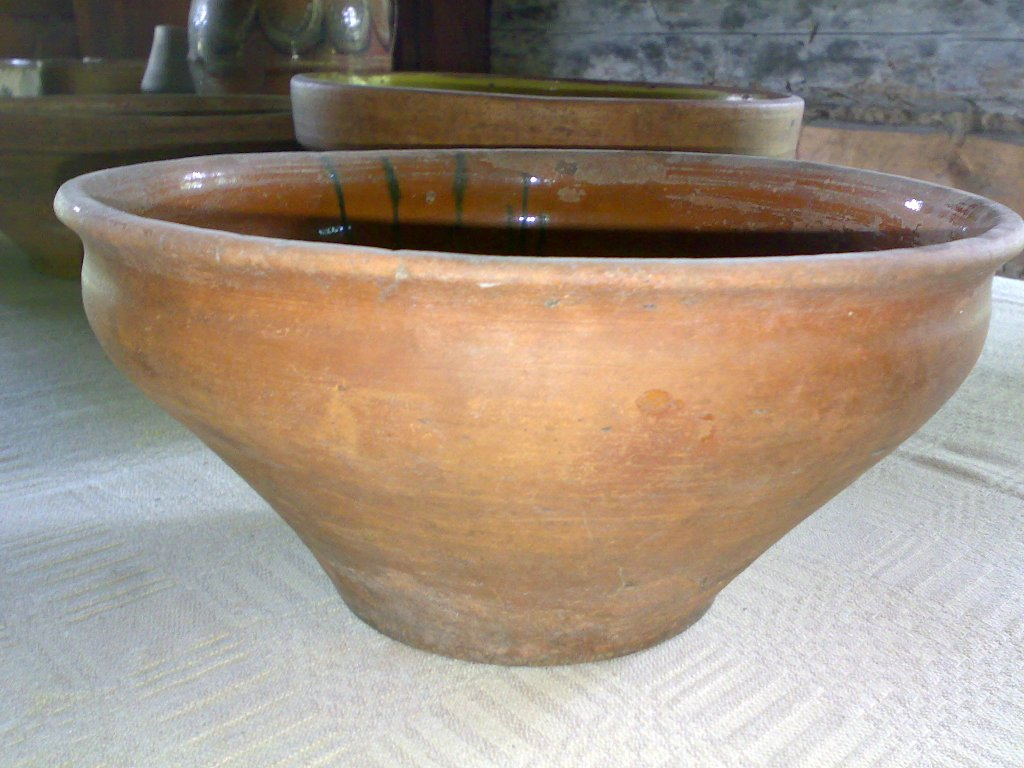
Bļoda (gran barreño del tipo ‘alcadafe’)
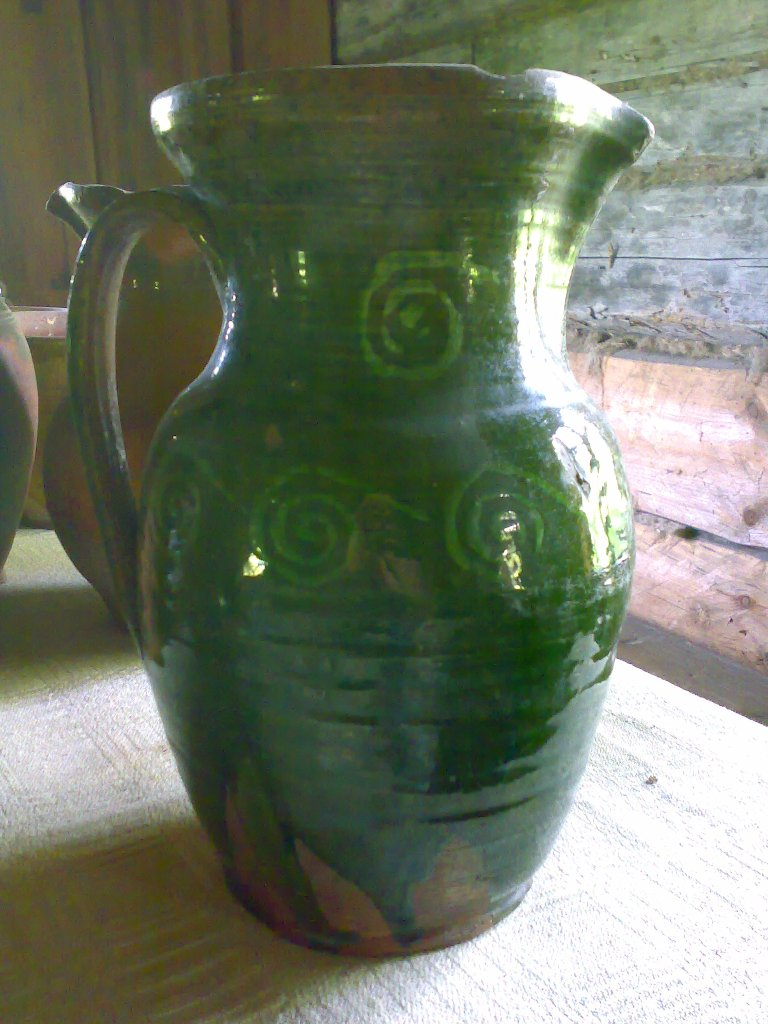
Krūze (jarra para la cerveza o la leche.[2])

Algunas piezas de alfarería de Latgàlia no están relacionadas con los alimentos, por ejemplo los svilpaunieks (silbato con forma de ave), svečturis (palmatoria), platos decorativos y otros artículos comerciales o turísticos.